# الشيخ عبد الله (سمالوط)
قرية الشيخ عبد الله هي إحدي القرى التابعة لمركز سمالوط بمحافظة المنيا في جمهورية مصر العربية. حسب إحصاءات سنة 2006، بلغ إجمالي السكان في الشيخ عبد الله 5896 نسمة، منهم 2853 رجل و3043 امرأة.